# Fontanna w Nowej Rudzie
Fontanna w Nowej Rudzie – zwana jest Fontanną z grupą figuralną św. Jana Chrzciciela i Jezusa w scenie chrztu.

## Historia
Figury zostały odlane z brązu w firmie Lauchmann A.G. w Lauchhammer na Łużycach w 1909 roku według projektu prof. Alberta Wernera-Schwarzburga z Wrocławia i prof. Fritza Schapera.

## Architektura
Figury na cokole wyrastają ze środka basenu. Cokół z herbem Nowej Rudy i balustradę fontanny wykonał z granitu strzelińskiego rzeźbiarz Chr. Engelbert Eisenberg ze Strzelina. W 1991 roku we wnętrzu pomnika znaleziono ołowianą tuleję z dokumentami dotyczącymi miasta z 1906 roku oraz lista fundatorów pomnika. Po sporządzeniu kserokopii dokumentów dodano adnotację o renowacji i tuleję powtórnie schowano.

## Zobacz też

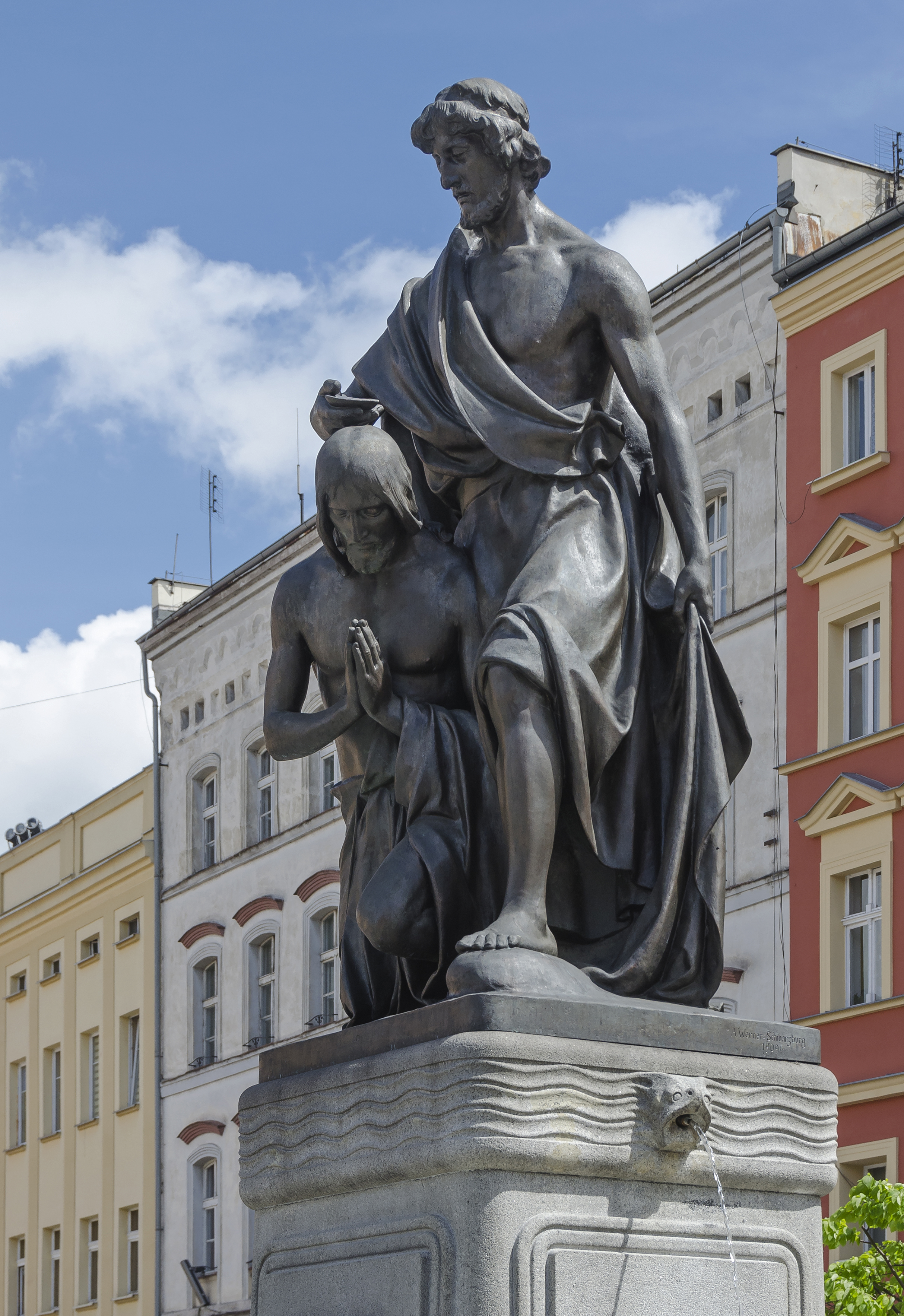
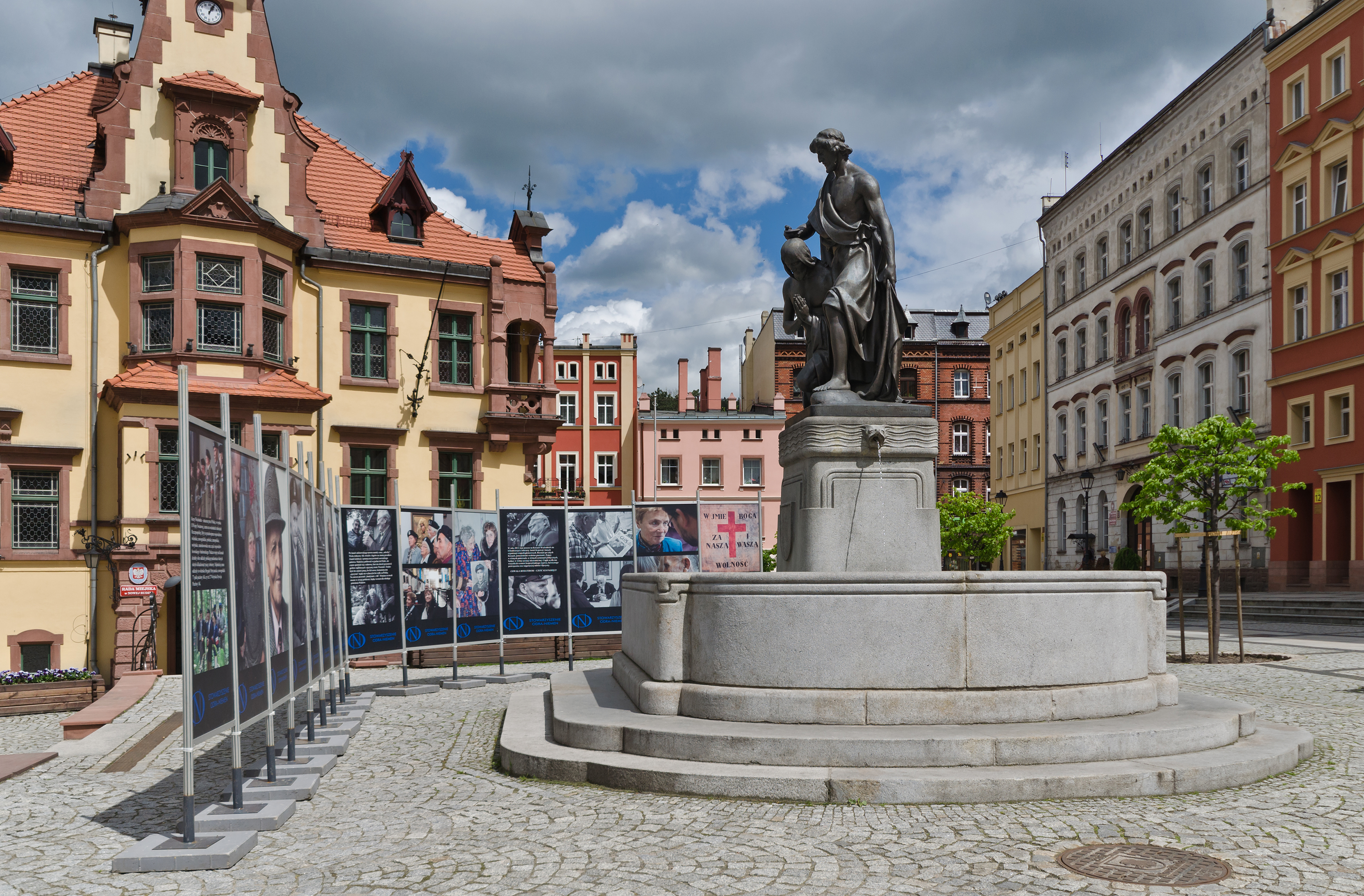
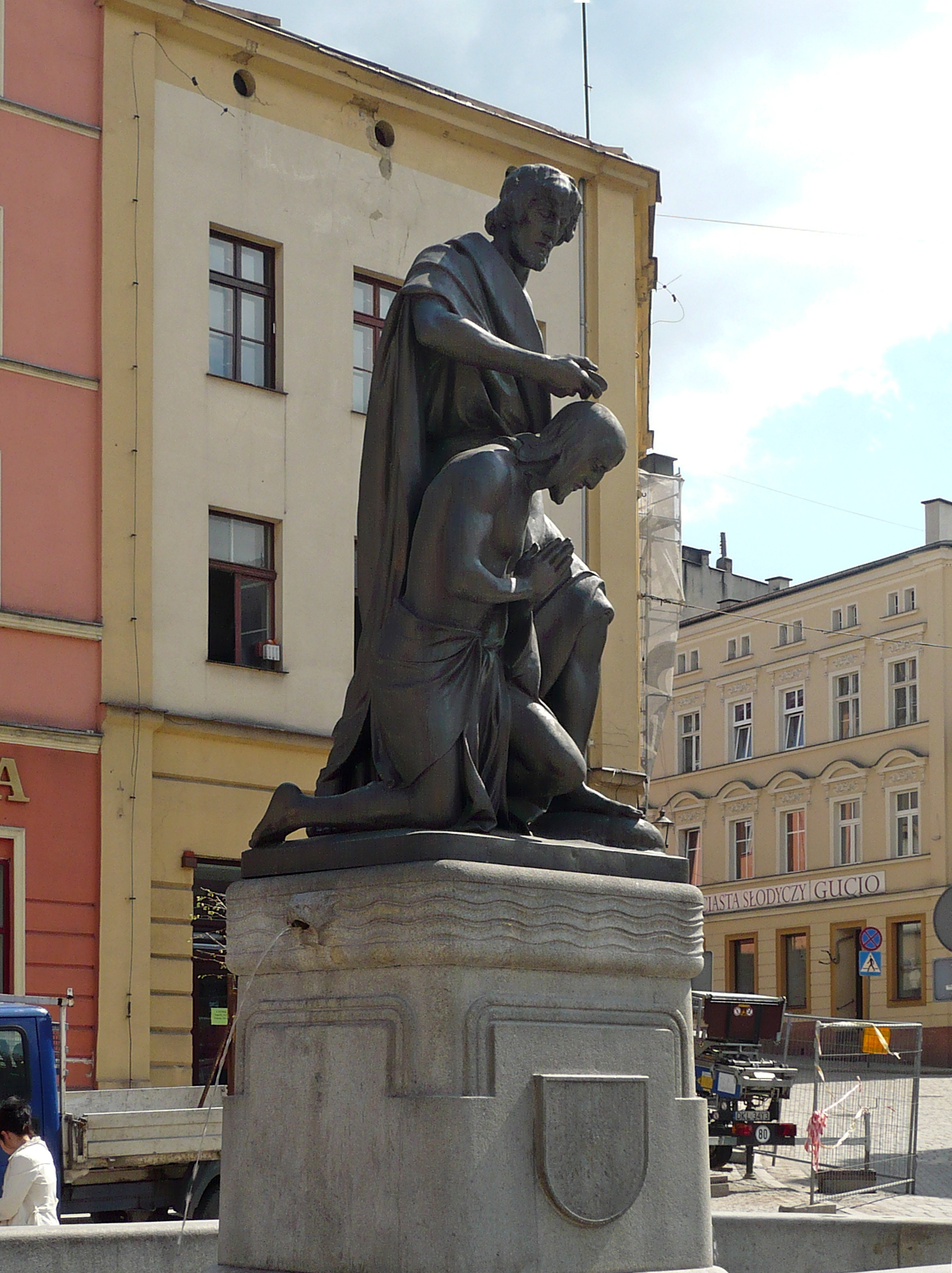
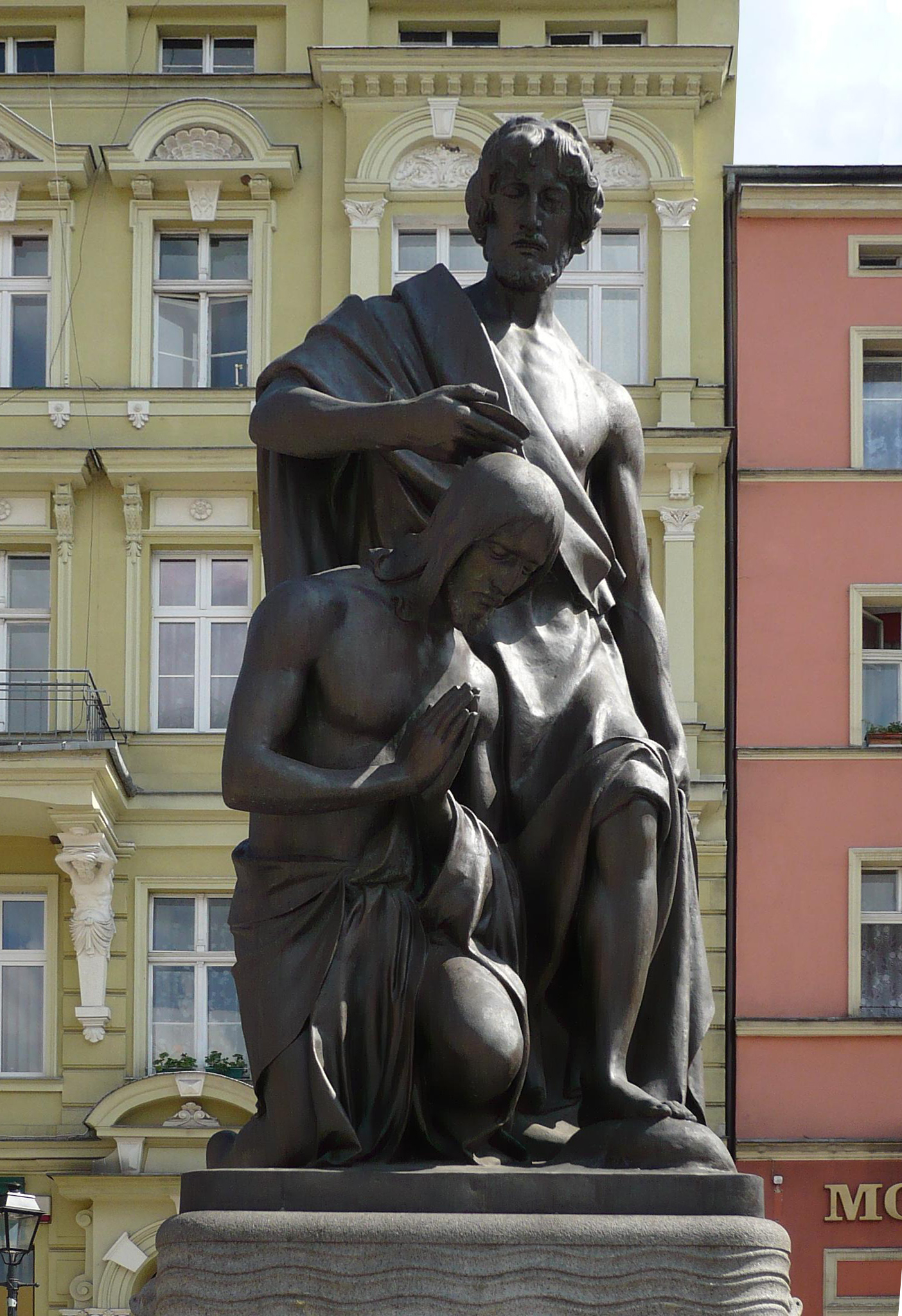
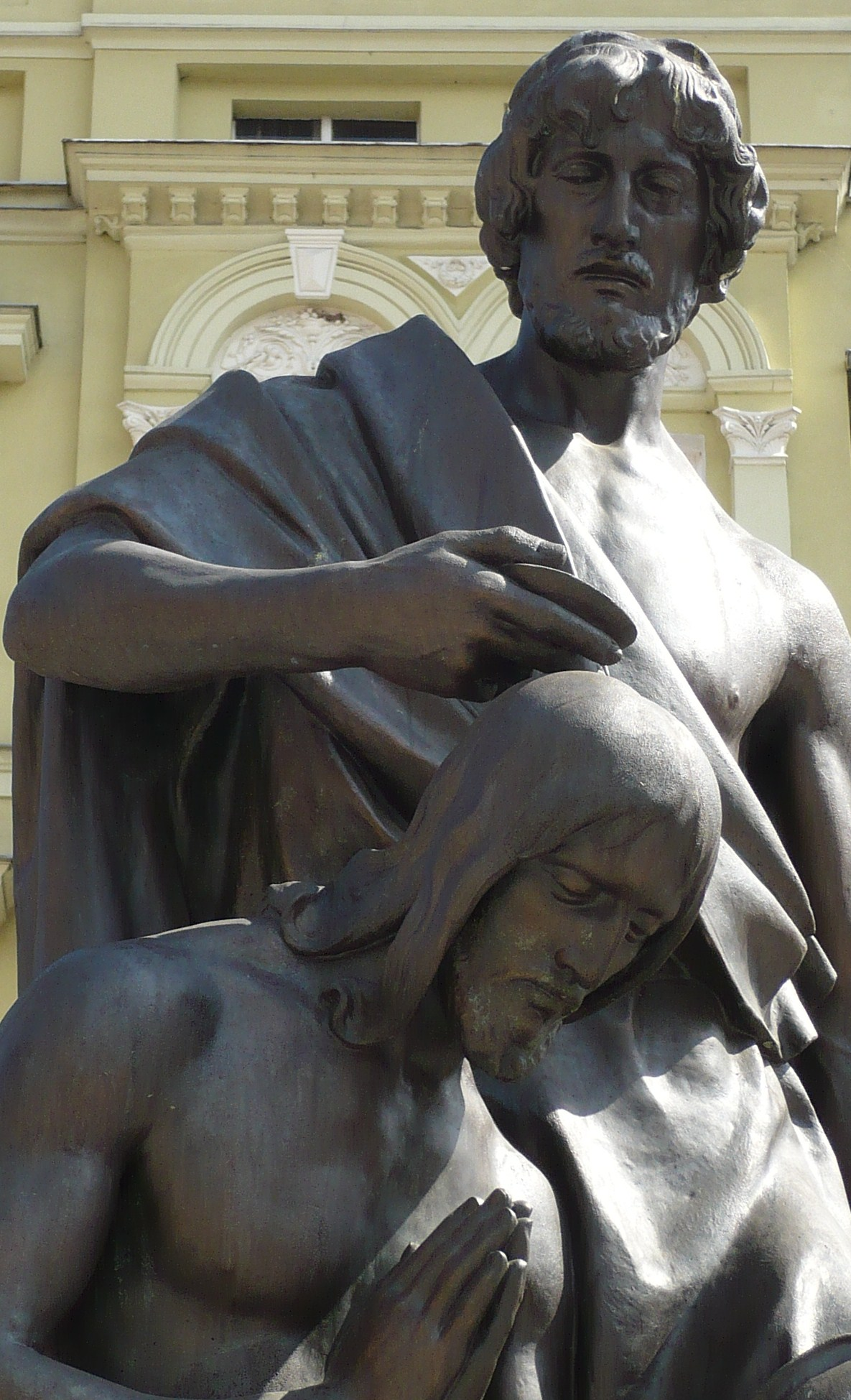
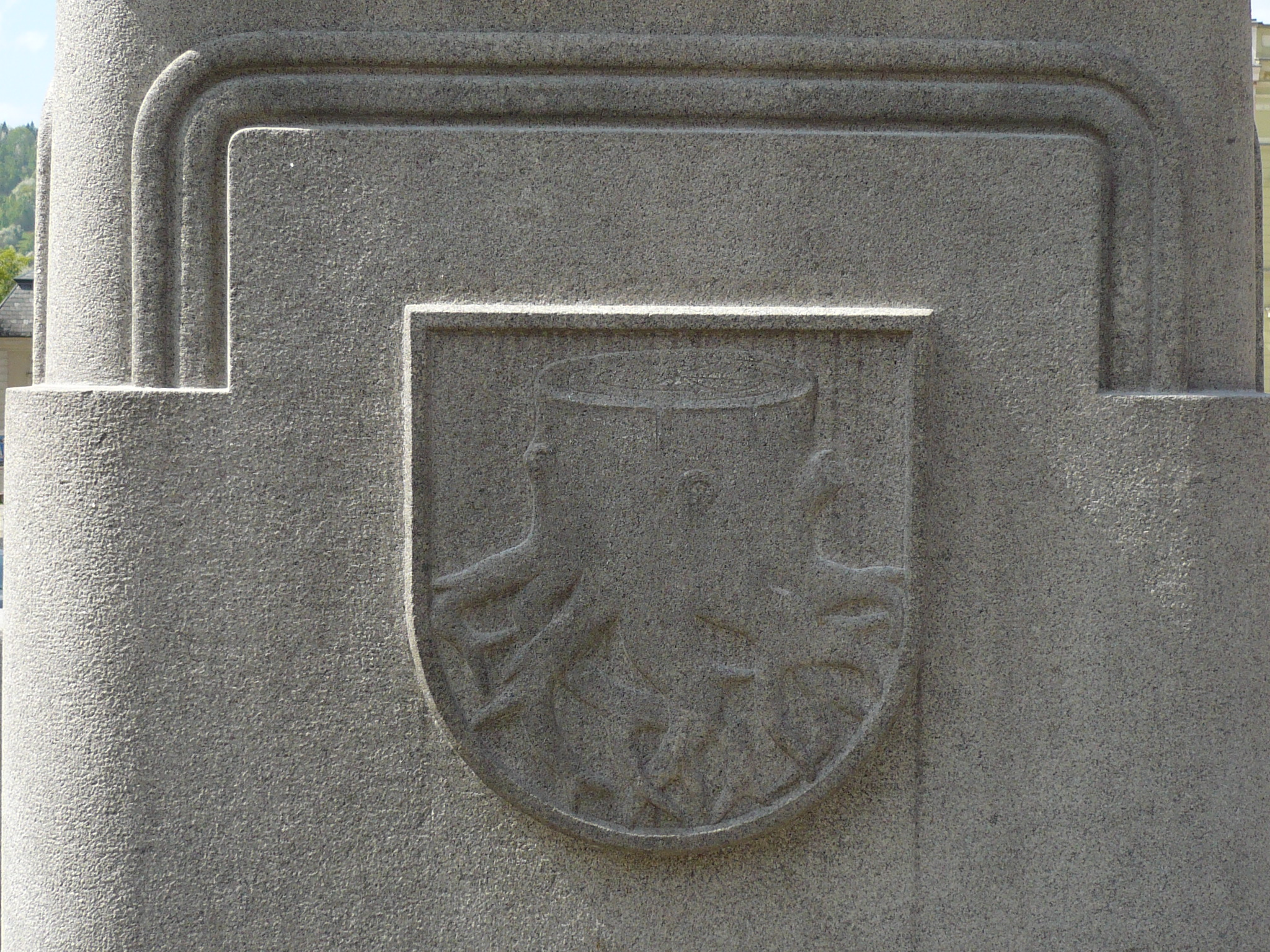
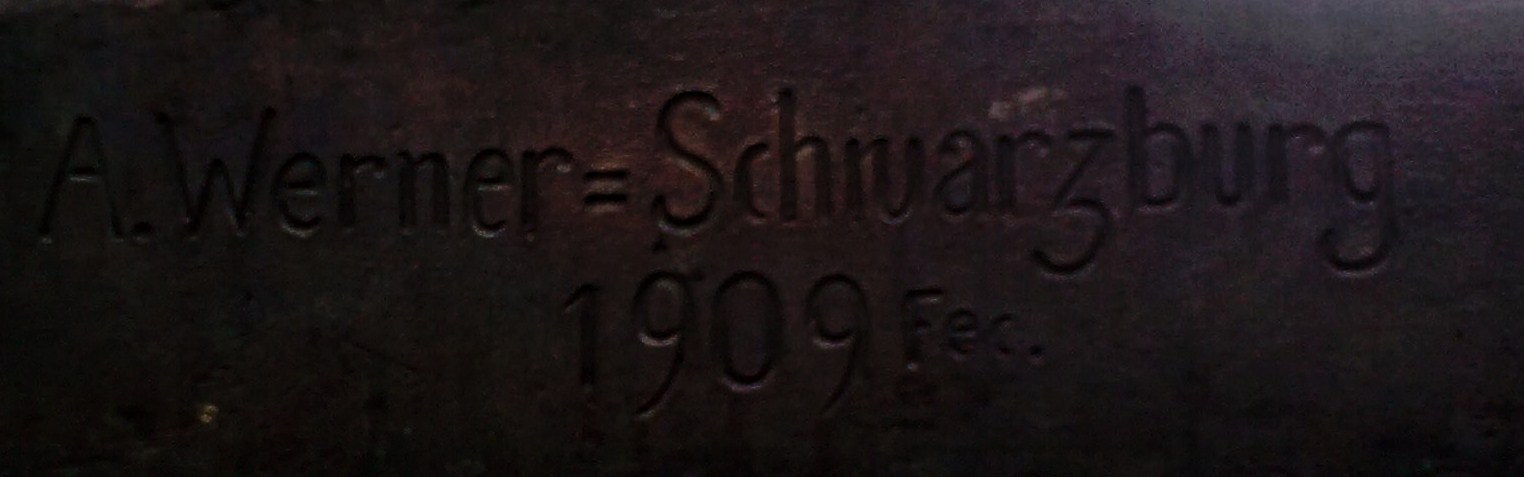
Sygnatura A. Werner = Schwarzburg 1909 Fec.